# Жан I (граф Арманьяк)
Жан I (фр. Jean Ier d’Armagnac; 1305 — 16 травня 1373) — 17-й граф Арманьяк, 20-й граф Фезансак і 13-й граф Родез у 1319—1373 роках. Був активним учасником Столітньої війни на боці Франції.

## Життєпис
Походив з Дому Фезансаге (Другий Дім Арманьяк). Єдиний син Бернара VI, графа Арманьяка і Фезансака, та Сесіль, графині Родез. Народився 1305 року. У 1313 році після смерті матері повинен був успадкувати графство Родез, проте це графство отримав його батько. 1319 року після смерті Бернара VI став повновладним графом Арманьяку, Фезансаку і Родезу. Поєднав герби Арманьяків (червоний лев) і де Родез (лев'ячий леопард) в єдиному гербу, що став складатися з 4 частин.
Продовжив політику попередника щодо союзу з Французьким королівством. 1324 року не підтримав свого номінального сюзерена Едуарда II, короля Англії. Навпаки приєднався до французького війська на чолі із Карлом де Валуа, яке рушило до Гієні. Жан I брав участь в облозі фортеці Ла Реоль. 1324 року оженився з представницею роду де Го, яка була внучатою небогою папи римського Климента V. Проте дружина померла вже 1325 року.
1326 року успішно діяв у Керсі та Аженуа проти найманців, яких звільнив англійський король. 1327 року Жан I оженився вдруге — з представницею роду Клермон, гілки королівської династії Капетингів. 1328 року брав участь у коронації короля Філіппа VI Валуа. Того ж року відзначився в битві під Касселем проти фламандських повстанців. 1329 року був одним із свідків принесення оммажу Едуардом III, королем Англії, королю Франції за герцогство Гієнь, що відбувалося в Амьєні.
Водночас поновився конфлікт з графством Фуа, де новий правитель Гастон II намагався закріпити за собою віконтства Беарн та Габардан. 1329 року в якості арбітра суперечки за рішенням папи римського Івана XXII став Філіпп III, король Наварри. За його рішенням Жан I відмовлявся від володінь Беарн, Марсан, Габардан і Небузан, а натомість закріпляв за собою сеньйорії Рів'єр, Озан, Брюйуа, Мансьє та Мюре.
1333 року долучився до війська Йоганна I, короля Богемії і графа Люксембургу, яке здійснило похід до Італії на підтримку Папського престолу проти ліги гібеллінів. Командуючи авангардом, Жан I потрапив у засідку й у полон. За визволення мусив сплатити 20 тис. флоринів.
1337 року з початком Столітньої війни надав 6 тис. вояків Раулю I де Брієнну, конетаблю Франції, для вторгнення до Гієнні та Гасконі. 1339 року брав участь в обороні Камбре від англійських військ. Того ж року вступив у суперечку з графством Фуа за місто Мірамон-Сенсак, яке зрештою було передано безпосередньо королю Франції.
1340 року брав участь в облозі Валансьєну, потім відіграв важливу роль у перемозі над англо-фламандським військом на чолі з Робером д'Артуа в битві біля Сен-Омера. Того ж року був учасником облоги Турне. Потім брав участь у перемовинах з англійцями в Еплешене (поблизу Турне), що завершилося укладанням перемир'я.
1342 року він від імені намісника короля в Лангедоку прийняв здачу міст Сен-Базейль і Ландевон. Того ж року активно діяв під час перемовин щодо купівлі Дофіне (1349 року був одним із свідків його передання дофіну Франції). 1343 року рішенням французького короля отримав віконтства Ломань і Овіллар. 1345 року очолив облогу замку Моншамп в Гасконі. Але того ж року англійці перейшли у наступ, захопивши місто Бержерак. Але Жан I зумів організувати оборону гасконських земель, отаборившись в Пер'є. Англійська армія, не в змозі зайняти цей замок, відступила до Бордо. У 1346—1347 роках був намісником короля і командувачем усіма військами в Аженуа, Гасконі, Керсі, Перігорі та околицях Бордо. 1347 року брав участь у перемовинах з англійцям в Сангатте і Булоні.
У 1350—1351 роках входив до ради короля Жана II. У квітні 1351 року був членом посольства до Фландрії, де в значній мірі сприяв укладанню шлюбу Маргарити, спадкоємиці Фландрії, Артуа і Невера, з Філіппом, сином короля Франції. Це значно зміцнило становище останнього у протистоянні з Англією, оскільки син англійського короля був до того головним претендентом на шлюб з Маргаритою. У липні того року Жан I воював в Нижній Нормандії.
1352 року призначено намісником короля в Лангедоку, де став одним з головних керівників королівської армії в битвах проти англійців. 1352 року зайняв Сент-Антонен, але англійці зайняли Лузіньян і Сен-Ліврад, взяли в облогу Ажан. 1354 року звільнив Бовіль та Пор-Сент-Марі, до кінця року остаточно звільнив Лангедок й західну Гієнь.
1355 року під час вторгнення англійського війська на чолі з принцом Едуардом Вельським до Лангедоку, наказав населенню заховатися у містах, а сам Жан I зміцнив Тулузу. Спроби англійців захопити це місто виявилося невдалим. В подальшому Арманьяк переслідував Едуарда, який рухався зі значною здобиччю, до самого Бордо. Втім не наважився дати йому генеральної битви. Того ж року отримав від короля графство Гор. 1356 року уклав союзний договір з Педро I, королем Кастилії. Того ж року домовлявся про застосування арагонського флоту проти англійського біля Бретані.
1357 року прийшов на допомогу папі римському Іннокентію VI, який закликав знищити загони найманців (великі компанії) на чолі із Арно де Серполем, які плюндрували Прованс та загрожували Авіньйону, де тоді знаходився Папський престол. За звільнення Провансу від найманців Джованна I, королева Неаполю та графиня Провансу, визнала за Жаном I низку сеньйорій в Провансі, що колись належали його тестеві. Втім граф Арманьяк негайно їх продав самій королеві за 30 тис. золотих флоринів.
1358 року втратив посаду намісника Лангедоку принца Жана, радником якого став. Невдовзі видав за останнього свою доньку. Не брав участі у битві при Пуатьє, але за договором у Бретіньї 1360 року ставав васалом короля Англії та повинен був передати тому графство Гор. Проте Жан I д'Арманьяк усіляко відтягував виконання цього рішення. Водночас Жан I став першим, хто надав допомогу полоненого французькому королю Жану II, надавши харчи, меблі та коштовний посуд.
1361 року приєднався до кастильського війська, що воювало з Арагоном. У 1361 році брав участь в поході проти Гренадського емірату. 1362 року знову воював з Арагоном, а потім брав участь в облозі Гренади. Того ж року поновилася війна з графством Фуа. Жан I спільно з зятем Жаном, який став герцогом Беррі, графами Комменжа, Пардіака, віконтами Фезансаге, Ла Барта вдерлися до Фуа, але зазнали тяжкої поразки в битві біля Лонаку від Гастона III, а сам граф Арманьяк потрапив у полон. Йому було призначено величезний викуп в 300 тис. флоринів, який Жан I негайно не міг зібрати. 1364 року позичив гроші в англійського короля. Зміг звільнитися лише 1365 року (втім боротьба проти Гастона III з перервами тривала до 1377 року). Невдовзі Жан I приніс оммаж принцу Едуарду, герцогу Аквітанії. Став членом його таємної ради.
1366 року сприяв укладанню договору між принцом Едуардом та поваленим кастильським королем Педро I щодо повернення останньому трону Кастилії і Леону. 1367 року брав участь у поході принца Едуарда на допомогу кастильському королю Педро I у війні проти Енріке Трастамара. В переможній для англо-кастильського війська битві при Нахері Жан I д'Арманьяк керував правим флангом. Того ж року намагався замирити Педро I з арагонським королем, що підтримував Трастамару.
1368 року вступив у конфлікт з принцом Едуардом, що чинив тиск на гасконських сеньйорів та впровадження додаткового податку fouage. Жан I подав апеляцію до англійського короля Едуарда III. Коли той не відповів, — до Карла V, короля Франції, номінального сюзерена герцогства Аквітанського. Це стало юридичним приводом до повернення Аквітанії, переданої за договором у Бретіньї Англії, знову під безпосередню владу Франції. Жан I почав боротьбу проти англійців в Гасконі. Через 4 місяці до нього доєднався Арно Аманьє IX, сеньйор Альбре. Невдовзі з огляду на успіхи останніх король Карл V прийняв апеляцію та обіцяв підтримку повсталим. 1369 року відновилася війна Франції проти Англії. За цих умов Жан I очолив боротьбу в Лангедоці.
У 1370 році зайняв важливе місто Тарба, чим завершив визволення більшої частини Гасконі. Після цього передав правління в Арманьяку синові Жану. Помер Жан I 1373 року в замку Бомон-де-Ломань. Йому спадкував син Жан II.

## Родина
- Дружина — Режина, донька Бертрана де Го, віконта Ломаня і Овіллару
  - дітей не було

- Дружина — Беатріса, донька Жана де Клермона, графа Шароле.
  - Діти:
    - Жан (1330—1384), граф д'Арманьяк, Фезансак, Родез
    - Бернар (1336—1357/1359)
    - Жанна (1348—1388), дружина Жана I Валуа, герцога Беррі
    - Мате (д/н—1378/1379), дружина Хуана I, короля Арагону
- 1 бастард